# Younes Taha
Younes Taha El Idrissi (Amsterdam, 27 november 2002) is een Marokkaans-Nederlands profvoetballer die als middenvelder speelt. Hij verruilde PEC Zwolle in 2023 voor FC Twente. Vanaf het seizoen 25/26 wordt Younes verhuurd voor een periode van 1 jaar aan FC Groningen.

## Carrière
Younes Taha speelde in de jeugd voor DWS en VPV Purmersteijn. Na een eerder uitstapje naar FC Volendam speelde hij tot de zomer van 2021 in de jeugdopleiding van het Amsterdamse ASC De Volewijckers. Waarna hij samen met teamgenoot Tayrell Wouter de overstap maakte naar het beloftenteam van FC Volendam. Dit was voor hem de tweede keer dat hij in de jeugd van de Volendammers speelde. Na één seizoen bij Jong FC Volendam vertrok hij naar PEC Zwolle. Hier ondertekende hij een tweejarig contract bij de Eerste divisionist. Hij debuteerde in de wedstrijd tegen De Graafschap in de eerste speelronde van het seizoen 2022/23. Na één seizoen in de Overijsselse hoofdstad werd hij overgenomen door FC Twente. Hij ondertekende een contract voor vier seizoenen bij de Enschedeërs.

## Carrièrestatistieken
| Seizoen                    | Club             | Land            | Competitie      | Competitie | Competitie | Beker | Beker | Internationaal | Internationaal | Overig | Overig | Totaal | Totaal |
| Seizoen                    | Club             | Land            | Competitie      | Wed.       | Dlp.       | Wed.  | Dlp.  | Wed.           | Dlp.           | Wed.   | Dlp.   | Wed.   | Dlp.   |
| -------------------------- | ---------------- | --------------- | --------------- | ---------- | ---------- | ----- | ----- | -------------- | -------------- | ------ | ------ | ------ | ------ |
| 2021/22                    | FC Volendam      | Nederland       | Eerste divisie  | 0          | 0          | 0     | 0     | –              | –              | 0      | 0      | 0      | 0      |
| 2021/22                    | Jong FC Volendam | Nederland       | Tweede divisie  | 30         | 5          | –     | –     | –              | –              | 2      | 1      | 32     | 6      |
| 2022/23                    | PEC Zwolle       | Nederland       | Eerste divisie  | 33         | 14         | 0     | 0     | –              | –              | 0      | 0      | 33     | 14     |
| 2023/24                    | FC Twente        | Nederland       | Eredivisie      | 20         | 3          | 1     | 0     | 0              | 0              | 2      | 0      | 23     | 3      |
| 2024/25                    | FC Twente        | Nederland       | Eredivisie      | 9          | 0          | 0     | 0     | 2              | 0              | 2      | 1      | 13     | 1      |
| 2026/26                    | FC Groningen     | Nederland       | Eredivisie      | 0          | 0          | 0     | 0     | 0              | 0              | 0      | 0      | 0      | 0      |
| Carrière totaal            | Carrière totaal  | Carrière totaal | Carrière totaal | 92         | 22         | 1     | 0     | 2              | 0              | 6      | 2      | 101    | 24     |
| Bijgewerkt op 31 juli 2025 |                  |                 |                 |            |            |       |       |                |                |        |        |        |        |

## Erelijst
| Competitie          | Winnaar     | Winnaar     | Runner-up   | Runner-up   | Derde       | Derde       |
| Competitie          | Aantal      | Jaren       | Aantal      | Jaren       | Aantal      | Jaren       |
| Marokko U23         | Marokko U23 | Marokko U23 | Marokko U23 | Marokko U23 | Marokko U23 | Marokko U23 |
| ------------------- | ----------- | ----------- | ----------- | ----------- | ----------- | ----------- |
| Afrika Cup onder 23 | 1x          | 2023        |             |             |             |             |